# Bluehole
Bluehole, Inc. (bis Januar 2015 Bluehole Studio, Inc.) ist ein südkoreanisches Entwicklerstudio und Publisher von Computer- und Videospielen. Es wurde 2007 gegründet und hat seinen Sitz in Seongnam. Weltweite Bekanntheit erlangte es mit der Entwicklung des Action-Shooters PlayerUnknown’s Battlegrounds, welches sich bis Anfang Dezember 2017 über 24 Millionen Mal verkauft hat. Bluehole ist Teil der Holding-Gesellschaft Krafton.

## PC-Spiele von Bluehole
- 2012: TERA
- 2015: Devilian
- 2017: PUBG: Battlegrounds